# Rondeletia barahonensis
Rondeletia barahonensis är en måreväxtart som beskrevs av Ignatz Urban. Rondeletia barahonensis ingår i släktet Rondeletia och familjen måreväxter. Inga underarter finns listade i Catalogue of Life.